# Карантинна бухта
Каранти́нна бу́хта (крим. Karantın körfezi) — одна з Севастопольських бухт. Вдається в берег за вісім кабельтових на південний захід від Костянтинівського мису. Півострів, що виступає від її східного берега ділить бухту на дві частини: північну і південну, вузьку і звивисту. Карантинну бухту продовжує однойменна балка.
На північно-західному березі бухти в 519 — 518 роках до нашої ери греками був заснований давній Херсонес Таврійський, залишки якого збереглися до наших днів. Територія Херсонесу й частина акваторії Карантинної бухти є археологічним заповідником. Карантинною бухта названа тому, що її акваторія використовувалася для стоянки суден, що проходили карантин. Ось як про це сказано в Лоції Чорного моря, виданій в 1851 році: «Найближча до виходу (з Севастопольської бухти) називається Карантинною бухтою. Тут зазвичай кораблі проходили карантин». Довгий час забудова на узбережжі Карантинної бухти мала доволі непривабливий вигляд: тільки в 1838 році за наказом М. П. Лазарєва всі будівлі були приведені в порядок.

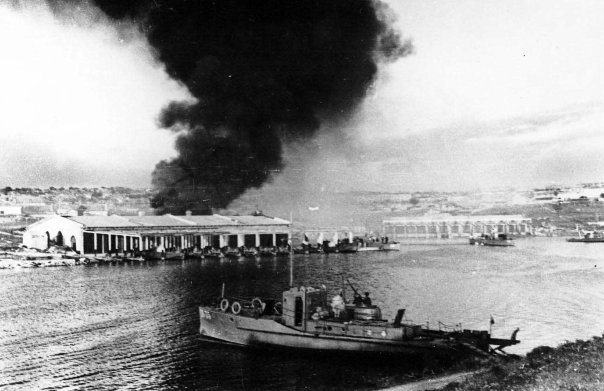
Карантинна бухта в 1942 році

Під час облоги Севастополя в 1854—1855 роках місце між міським кладовищем і карантином служило для зустрічей парламентарів ворожих сторін. Під час обстрілів французьких позицій біля старого міського кладовища російські ядра потрапляли в Карантинну балку й з часом їх там назбиралася величезна кількість, так що французи називали Карантинну балку «балкою ядер».
На східному березі бухти в XIX столітті розташовувалася Карантинна служба порту Севастополь, призначена для запобігання поширенню інфекційних захворювань із суден, що заходили в порт.
Під час оборони Севастополя 1941—1942 років в бухті дислокувалася 2-а бригада торпедних катерів. Сьогодні в Карантинній бухті базується 295-й Сулинський Червонопрапорний дивізіон ракетних катерів 41-ї бригади РКА Чорноморського флоту.